# Seis de Enero (Durango)
Seis de Enero es una localidad del estado mexicano de Durango. Es parte del municipio de Lerdo.

## Toponimia
El nombre de la localidad hace referencia a la Reforma agraria del presidente Venustiano Carranza, promulgada el 6 de enero de 1915.

## Demografía
| Gráfica de evolución demográfica |
|                                  |

| Censo | Población |
| ----- | --------- |
| 1930  | 405       |
| 1940  | 332       |
| 1950  | 502       |
| 1960  | 617       |
| 1970  | 700       |
| 1980  | 880       |
| 1990  | 1 102     |
| 2000  | 1 243     |
| 2010  | 1 372     |
| 2020  | 1 408     |